# Goswin I Kettler zu Assen

Wapen Goswin I Kettler van Assen

Goswin I Kettler zu Assen heer van Neu-Assen en Hovestadt (ca. 1400 - 12 juni 1478).
Hij was een zoon van Cordt Ketteler zu Assen heer van Melrich en Assen, burgmann te Hovestadt en drost van Hamm (1372-1446) en Elisabeth van Gehmen-Pröbsting.
Hij deelde in 1440 de erfgoederen van zijn vader met zijn jongere broer Rutger. Hij bouwde een nieuw huis op zijn grondstuk en veranderde het familiewapen van zilver naar goud.
Hij trouwde met Elisabeth van Hatzfeld zu Wildenburg (- na 1478), begraven bij het Benediktinerklooster in Liesborn. Zij was een dochter van Godfried VII van Hatzfeld graaf van Hatzfeld (1399-1444) en Lukarde barones van Effertzhausen (1404-1456). Godfried VII was een zoon van Johan II van Hatzfeld (1354 - na 1407) en Jutta van Wildenburg (1335-).
Uit zijn huwelijk zijn de volgende kinderen geboren:
- Godhard I Kettler zu Neu-Assen (ca. 1450-1517)
- Margaretha Kettler (ca. 1452-1527). Zij trouwde met Johan heer van Wisch. Hij was een zoon van Hendrik III van Wisch heer van Wisch en Irmgard van Sayn-Witgenstein. Uit haar huwelijk zijn de volgende kinderen geboren:
  - Hendrik V van Wisch heer van Wisch (-1514)
  - Gijsbert van Wisch

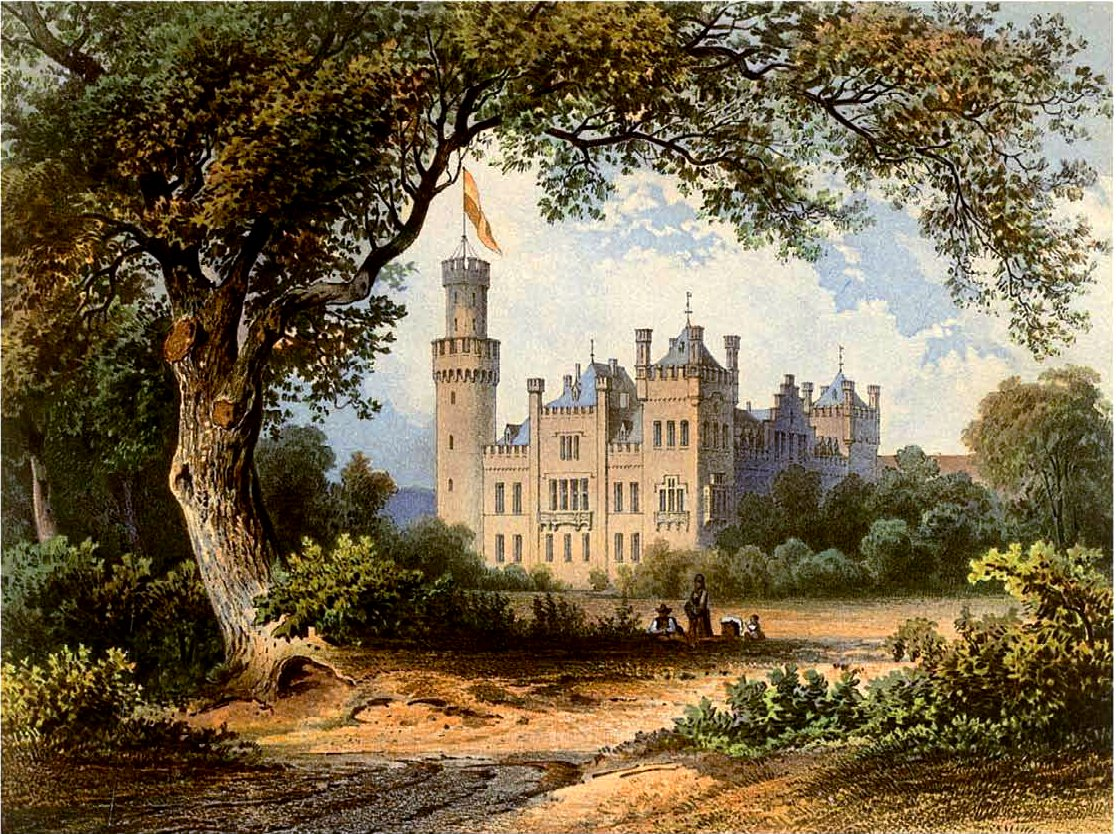
de Kettelburg thans Schloss Herdringen
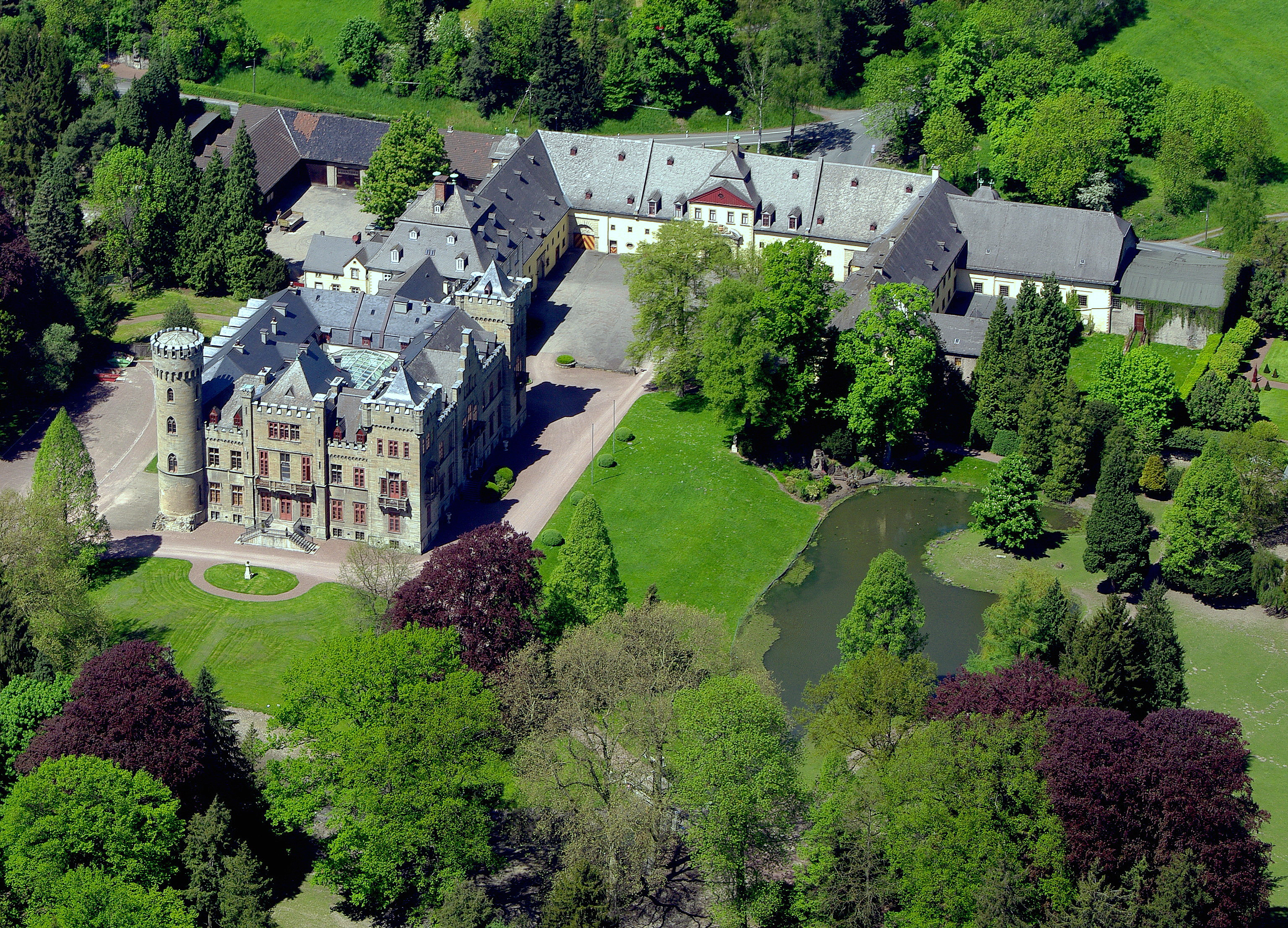
de Kettelburg thans Schloss Herdringen
Wapen Kettler Neu Assen
Wapen von Hatzfeld
Wapen Godfried VII von Hatzfeld
Wapen van Wisch